# Mistrzostwa Europy Juniorów w Saneczkarstwie 2017 (tory naturalne)
34. Mistrzostwa Europy Juniorów w Saneczkarstwie na torach naturalnych 2017 odbyły się w dniach 11 - 12 lutego w austriackim Umhausen. Rozegrane zostały trzy konkurencje: jedynki kobiet, jedynki mężczyzn oraz dwójki mężczyzn.
W jedynkach kobiet zwyciężyła Włoszka Alexandra Pfattner, a wśród mężczyzn Austriak Fabian Achenrainer. W dwójkach triumfowali Manuel Gaio i Nicolo Debertolis z Włoch.

## Terminarz
| Data           | Miejscowość | Konkurencja      | Złoto                                  | Srebro                                      | Brąz                                     |
| -------------- | ----------- | ---------------- | -------------------------------------- | ------------------------------------------- | ---------------------------------------- |
| 12 lutego 2017 | Umhausen    | Jedynki mężczyzn | Fabian Achenrainer                     | Florian Markt                               | Laurin Kompatscher                       |
| 12 lutego 2017 | Umhausen    | Dwójki mężczyzn  | Włochy Manuel Gaio · Nicolo Debertolis | Austria Fabian Achenrainer · Miguel Brugger | Ukraina Andriej Demczuk · Myrosław Lenko |
| 12 lutego 2017 | Umhausen    | Jedynki kobiet   | Alexandra Pfattner                     | Maria Auer                                  | Theresa Maurer                           |

## Wyniki

### Jedynki kobiet
- Data: 12 lutego 2017

| Medal | Zawodniczka         | Narodowość | 1. zjazd | 2. zjazd | Czas    | Strata  |
| ----- | ------------------- | ---------- | -------- | -------- | ------- | ------- |
|       | Alexandra Pfattner  | Włochy     | 1:15,99  | 1:15,72  | 2:31,71 | -       |
|       | Maria Auer          | Austria    | 1:16,51  | 1:16,43  | 2:32,94 | + 1,23  |
|       | Theresa Maurer      | Niemcy     | 1:17,08  | 1:16,48  | 2:33,56 | + 1,85  |
| 4.    | Camilla Singer      | Włochy     | 1:16,80  | 1:16,91  | 2:33,71 | + 2,00  |
| 5.    | Daniela Mittermair  | Włochy     | 1:16,51  | 1:17,28  | 2:33,79 | + 2,08  |
| 6.    | Lisa Walch          | Niemcy     | 1:17,15  | 1:17,18  | 2:34,33 | + 2,62  |
| 7.    | Nadine Staffler     | Włochy     | 1:17,63  | 1:18,21  | 2:35,84 | + 4,13  |
| 8.    | Nadja Nemec         | Słowenia   | 1:21,60  | 1:22,58  | 2:44,18 | + 12,47 |
| 9.    | Anastasia Bagnetova | Rosja      | 1:23,49  | 1:21,85  | 2:45,34 | + 13,63 |
| 10.   | Aleksandra Suvorova | Rosja      | 1:23,78  | 1:22,36  | 2:46,14 | + 14,43 |
| 11.   | Julia Płowy         | Polska     | 1:24,02  | 1:22,23  | 2:46,25 | + 14,54 |

### Jedynki mężczyzn
- Data: 12 lutego 2017

| Medal | Zawodnik            | Narodowość | 1. zjazd | 2. zjazd | Czas    | Strata  |
| ----- | ------------------- | ---------- | -------- | -------- | ------- | ------- |
|       | Fabian Achenrainer  | Austria    | 1:14,66  | 1:14,78  | 2:29,44 | -       |
|       | Florian Markt       | Austria    | 1:15,20  | 1:15,45  | 2:30,65 | + 1,21  |
|       | Laurin Kompatscher  | Włochy     | 1:15,09  | 1:16,11  | 2:31,20 | + 1,76  |
| 4.    | Philip Haselrieder  | Włochy     | 1:15,69  | 1:15,81  | 2:31,50 | + 2,06  |
| 5.    | Florian Heselrieder | Włochy     | 1:16,47  | 1:15,46  | 2:31,93 | + 2,49  |
| 6.    | Miguel Brugger      | Austria    | 1:17,05  | 1:16,95  | 2:34,00 | + 4,56  |
| 7.    | Daniel Gruber       | Włochy     | 1:17,31  | 1:16,70  | 2:34,01 | + 4,57  |
| =     | Aleksandr Zyrianov  | Rosja      | 1:17,27  | 1:16,74  | 2:34,01 | + 4,57  |
| 9.    | Nikolai Shulgin     | Rosja      | 1:17,42  | 1:16,82  | 2:34,24 | + 4,80  |
| 10.   | Andriej Demczuk     | Ukraina    | 1:17,83  | 1:16,73  | 2:34,56 | + 5,12  |
| . . . |                     |            |          |          |         |         |
| 16.   | Rafał Zasuwa        | Polska     | 1:20,26  | 1:20,36  | 2:40,62 | + 11,18 |
| 21.   | Patryk Budny        | Polska     | 1:21,54  | 1:22,23  | 2:43,77 | + 14,33 |
| 28.   | Marcin Sitkowski    | Polska     | 1:25,93  | 1:25,77  | 2:51,70 | + 22,26 |

### Dwójki mężczyzn
- Data: 12 lutego 2017

| Medal | Zawodnicy                            | Narodowość | 1. zjazd | 2. zjazd | Czas    | Strata |
| ----- | ------------------------------------ | ---------- | -------- | -------- | ------- | ------ |
|       | Manuel Gaio Nicolo Debertolis        | Włochy     | 1:21,25  | 1:20,54  | 2:41,79 | -      |
|       | Fabian Achenrainer Miguel Brugger    | Austria    | 1:21,33  | 1:20,90  | 2:42,23 | + 0,44 |
|       | Andriej Demczuk Myrosław Lenko       | Ukraina    | 1:21,13  | 1:21,31  | 2:42,44 | + 0,65 |
| 4.    | Josef Limmer Simon Dietz             | Niemcy     | 1:21,28  | 1:21,63  | 2:42,91 | + 1,12 |
| 5.    | Kirill Krawczuk Aleksandr Zyrianov   | Rosja      | 1:21,81  | 1:22,30  | 2:44,11 | + 2,32 |
| 6.    | Marcin Sitkowski Patryk Budny        | Polska     | 1:25,62  | 1:25,76  | 2:51,38 | + 9,59 |
| 7.    | Aleksiej Serguszkin Jewgienij Obedin | Rosja      | 1:24,33  | 1:27,09  | 2:51,42 | + 9,63 |

## Klasyfikacja medalowa
| Miejsce | Państwo | złoto | srebro | brąz | Razem |
| ------- | ------- | ----- | ------ | ---- | ----- |
| 1.      | Włochy  | 2     | 0      | 1    | 3     |
| 2.      | Austria | 1     | 3      | 0    | 4     |
| 3.      | Niemcy  | 0     | 0      | 1    | 1     |
| =       | Ukraina | 0     | 0      | 1    | 1     |